# Eisenbahnunfall bei Chase
Koordinaten: 39° 22′ 35″ N, 76° 21′ 25″ W

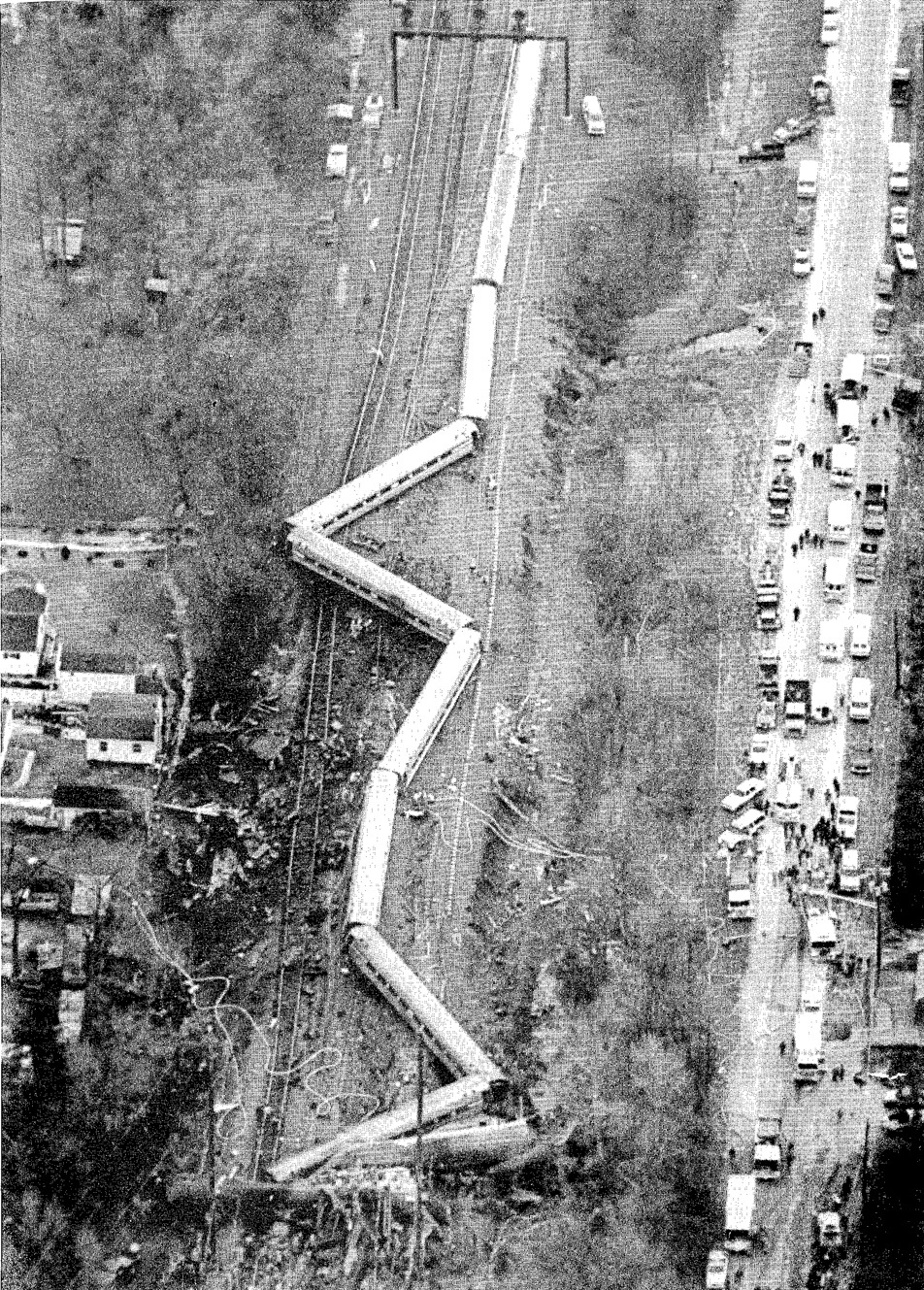
Luftbild des Unfallschauplatzes (von der NTSB)

Der Eisenbahnunfall von Chase war ein Auffahrunfall eines Personenzuges auf einen Lokzug, der ein haltzeigendes Signal überfahren hatte. Der Unfall ereignete sich am 4. Januar 1987 auf dem Nordostkorridor der USA in der Nähe der Ortschaft Chase im östlichen Baltimore County von Maryland. 16 Menschen starben in dem Amtrak-Zug.

## Ausgangssituation

### Eisenbahninfrastruktur

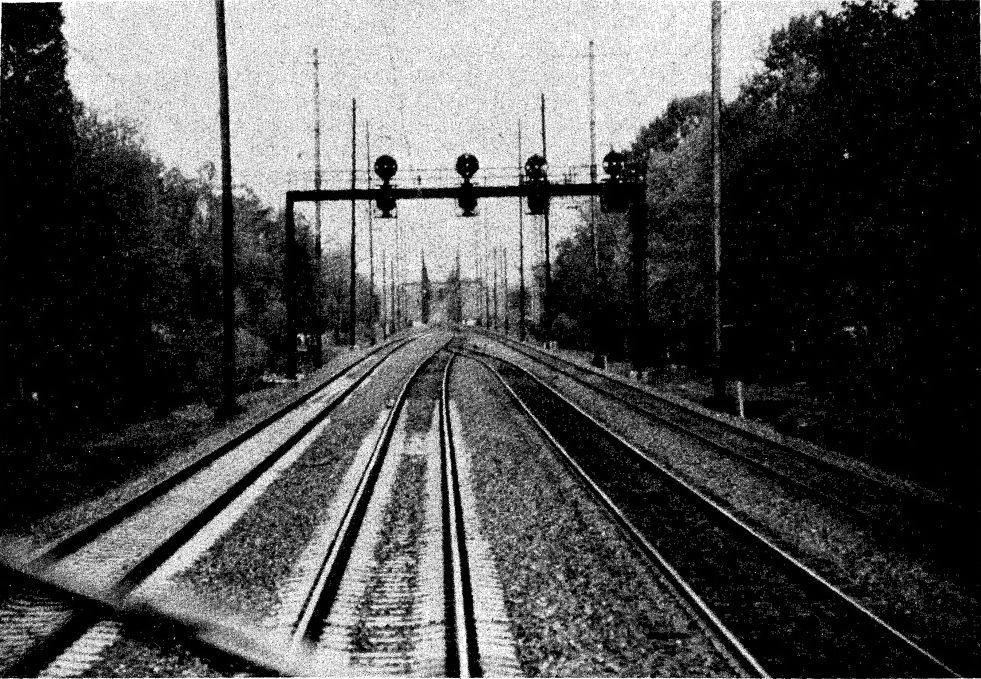
Die spätere Unfallstelle aus Führerstandssicht, von links nach rechts Gleise 3, 2, 1 und A.

Der Nordostkorridor ist zwischen Washington D.C. und New York City weitgehend viergleisig ausgebaut, in der Nähe von Städten oft noch breiter. Eine Reihe von Brücken stammt jedoch noch aus früheren Ausbauzuständen der Strecke und diese sind nur zweigleisig. Dieser Zustand bestand auch an der Brücke bei Chase, mit der die Strecke über den Gunpowder River geführt wird. Vor der Brücke am münden deshalb die beiden östlichen Gleise 1 und A in das Gleis 2. Die westlichen Gleise 2 und 3 sind für den Hochgeschwindigkeitsverkehr ausgerüstet. 

### Lokzug der Conrail
Am 4. Januar 1987 näherte sich um die Mittagszeit ein Lokzug der Bahngesellschaft Conrail der Brücke auf Gleis 1 auf seinem Weg vom Conrail-Betriebswerk Bayview in Baltimore zum Enola Yard bei Harrisburg. Dieser Lokzug bestand aus drei dieselelektrischen Lokomotiven der Baureihe GE B36-7, die mit dem klassischen Pulse Code Cab Signaling (4-aspect-system) ausgestattet waren. Der Summer, der im Führerstand warnte, wenn sich der Zug einem haltzeigenden Signal näherte, war mit Klebeband überklebt, so dass er deutlich leiser, bei hohen Geschwindigkeiten fast unhörbar war. Der Zug war mit rund 100 km/h (etwa 60 mph) unterwegs. Die führende Lok war mit einem Lokomotivführer und einem Beimann besetzt. Sie hatten versäumt, vor Abfahrt die Funktionstüchtigkeit der Instrumente zu prüfen und beide hatten Marihuana geraucht.

### Personenzug von Amtrak
Ebenfalls von Süden kommend war der Regionalexpress Nr. 94 der Bahngesellschaft Amtrak, Colonial (heute: Northeast Regional) unterwegs. Er kam von Washington Union Station und fuhr nach Boston. Im Bereich der Brücke fuhr der Zug auf Gleis 2. Zuletzt hatte er in der Pennsylvania Station von Baltimore gehalten, der nächste Halt hätte Wilmington, Delaware, sein sollen. Der Zug bestand aus zwei Lokomotiven der Baureihe EMD AEM-7 und 16 Personenwagen. Beim Auffahren auf die Brücke von Chase stand das für diesen Zug maßgebende Signal für das durchgehende Gleis auf Fahrt und der Zug fuhr mit einer Geschwindigkeit von etwa 190–200 km/h (120–125 mph).

## Unfallhergang
Bei der Annäherung des Lokzuges an die Brücke ignorierten dessen Lokführer und Beimann das Vorsignal, das auf das haltzeigende Hauptsignal hinwies. Der Zug fuhr mit unverminderter Geschwindigkeit weiter. Als der Zug das haltzeigende Hauptsignal überfuhr, wurde eine Zwangsbremsung ausgelöst. Der Durchrutschweg war hier jedoch nicht lang genug, um zu verhindern, dass der Lokzug über die Weiche auf das durchgehende Gleis 2 fuhr, was direkt vor dem sich nähernden Amtrak-Zug geschah. Beim Erkennen der Gefahr leitete der Triebfahrzeugführer des Reisezugs eine Schnellbremsung ein, was eine Kollision jedoch nicht mehr verhindern konnte. Wenige Sekunden nachdem der Lokzug zum Stehen gekommen war, fuhr der Reisezug auf ihn auf. Dies war der bis dahin folgenreichste Unfall eines Zuges von Amtrak.

## Folgen

### Unmittelbare Folgen
Die führende Lokomotive des Amtrak-Zuges wurde völlig zerstört, bis zu drei Wagen lagen übereinander. Der Lokomotivführer, ein Zugbegleiter und 14 Reisende im Amtrak-Zug starben, 175 weitere wurden verletzt. Die meisten Reisenden starben im ersten Wagen. Die vorderen Wagen des Zuges waren nur gering besetzt. Die weiter hinten sitzenden über 600 Reisende überlebten großteils. Teile des Zuges gerieten in Brand.
Die Rettungsmaßnahmen fanden unter der erschwerten Bedingung großer Kälte statt. Es dauerte fast zehn Stunden, um alle Personen aus den Trümmern zu befreien. Einige unverletzte Reisende liefen unter Schock wohl auch davon, so dass die genaue Zahl der Personen im Zug nicht feststellbar war.

### Strafrechtliche Folgen
Die beiden Männer auf der Lok von Conrail wurden seitens des Unternehmens umgehend suspendiert, und noch vor Abschluss der betriebsinternen Überprüfung verließen sie das Unternehmen.
Seitens der Staatsanwaltschaft von Maryland wurden sie des Totschlags angeklagt. Der Beimann traf mit der Staatsanwaltschaft eine Verfahrensabsprache und sagte gegen den Lokomotivführer vor Gericht aus. Dieser wurde zu fünf Jahren Haft und einem weiteren Jahr auf Bewährung verurteilt. Eine zweite Anklage wegen Falschaussage und Fahrens unter Drogen erfolgte durch die Staatsanwaltschaft des Bundes auf Betreiben von dessen Eisenbahnaufsichtsbehörde, des National Transportation Safety Board. Sie führte zu einer zweiten Verurteilung, einer zusätzlichen Haftstrafe von drei Jahren. Der Lokomotivführer war schon vorher wegen Drogenvergehen auffällig geworden. Er wurde nach Verbüßung von vier Jahren entlassen und arbeitete seitdem als Suchtberater.

### Technische Konsequenzen
Als Konsequenz aus dem Unfall wurden alle Lokomotiven, die den Nordost-Korridor befahren, mit einer Geschwindigkeitsüberwachung (Locomotive Speed Limiter – LSL) ausgerüstet, eine Einrichtung, die computergestützt die Höchstgeschwindigkeit und die Bremskurve auf dem Weg zwischen Vor- und haltzeigendem Hauptsignal überwacht. Güterzüge im Nordostkorridor werden durch die LSL nunmehr generell auf 80 km/h (50 mph) begrenzt. Der Eisenbahnunfall bei Chase war auch ein Grund dafür, dass der Kongress der Vereinigten Staaten 1991 das Gesetz „Omnibus Transportation Employee Testing Act“ verabschiedete. Es gestattet, Lokomotivführer verdachtsunabhängig auf den Konsum von Drogen zu prüfen. Der Lokomotivführer des Conrail-Zuges hatte dies in der Anhörung zu dem Gesetzgebungsverfahren vor dem Parlaments-Ausschuss selbst befürwortet und darauf hingewiesen, dass der Drogenmissbrauch unter den Lokführern weit verbreitet sei.